# Vila Nova de Santo André
Vila Nova de Santo André é uma cidade portuguesa sede da Freguesia de Santo André  do Município de Santiago do Cacém, freguesia com 74,32 km² de área e 10 309 habitantes (censo de 2021), tendo, por isso, uma densidade populacional de 138,7 hab./km².
Vila Nova de Santo André foi elevada à categoria de cidade em 1 de julho de 2003, mantendo o nome anterior.
Vila Nova de Santo André fica a 13 km de Santiago do Cacém e a 20 km de Sines.

## História da freguesia
A ocupação desta freguesia remonta ao tempo do neolítico como o atestam os materiais arqueológicos recolhidos no lugar do Areal. A idade do Bronze também deixou vestígios de ocupação nas Casas Novas e Cerradinha, margem Este da lagoa de Santo André.
Foram identificados na freguesia, pelos arqueólogos Joaquina Soares e Carlos Tavares da Silva, sítios romanos, como a Figueirinha e Cascalheira.
A sua formação é de origem medieval, devendo-se à Ordem de Santiago.
Além da aldeia de Santo André, a freguesia compreendia no século XVIII (1758) três pequenas aldeias: aldeia de Azinhal, com 10 vizinhos, aldeia do Giz com vinte vizinhos e a aldeia de Brescos com 24 vizinhos.
Com o terramoto de 1755, a freguesia "padeceu muita ruína", especialmente nas casas dos moradores, na residência do pároco e na própria igreja, que ficou por consertar até princípio do primeiro quartel do século XIX.
À volta da igreja realizava-se anualmente uma feira no dia 30 de Novembro que chegou a render, segundo o padre António Macedo "24$000 réis de terrado, que se aplicava para a fábrica".
Por volta de 1855 pescadores de Ílhavo e respetivas famílias chegaram à Costa de Santo André, "no recenseamento da população do ano de 1863, existiam na praia de Santo André 6 fogos com um total de 18 pessoas. Havia 9 homens que se dedicavam à profissão de pescadores" relata os "Annaes do Município" de 1869, construíram cabanas e armazéns de colmo e caniço e devido à abundância de sardinha no mar (no verão) e outro peixe na Lagoa (no inverno) terão estabelecido duas companhas com lavradores da região, praticando a arte xávega. Pela fonte acima referida, a Câmara Municipal exercia o seu domínio sobre a lagoa, pois já em 1685 a autarquia a arrendou durante o período de três anos pela quantia de 18$500 réis. A lagoa continuou arrendada a particulares até ao ano de 1975, após esta data passa para a gestão do Gabinete da Área de Sines.
Em 1957 surgiram no meio das barracas dois restaurantes. E a partir de então começou a desenvolver-se um aglomerado populacional que ocupou a duna primária.
Para tornar a Lagoa de Santo André um local privilegiado para quem procura a natureza, a Câmara Municipal de Santiago do Cacém promoveu a desocupação da duna primária da Costa de Santo André do caos urbanístico que se agravou na década de 1970 durante a vigência do Gabinete da Área de Sines, criando um novo loteamento destinado a realojamento das famílias até então residentes na duna.
A Lagoa de Santo André constitui um ponto estratégico para a estadia, passagem e nidificação de muitas espécies de aves migratórias. Foi declarada pelo estado Português a Reserva Natural das Lagoas de Santo André e da Sancha pelo Decreto Regulamentar 10/2000 de 22 de Agosto.
Nos meados da década de 1970 começaram a radicar-se na freguesia, na zona do Areal, centenas de famílias atraídas pela oferta de trabalho que o Complexo Industrial de Sines oferecia.
O então Centro Urbano de Santo André caracterizou-se durante anos pela falta de infra-estruturas e equipamentos coletivos. Com a extinção do gabinete da Área de Sines as autarquias passaram a gerir o centro urbano e a situação começou a alterar-se com o desenvolvimento integrado na freguesia, com a radicação dos seus dos seus habitantes e renovação urbana que lhe foram dando uma nova e agradável imagem.

## História da cidade
A cidade de Vila Nova de Santo André, que só recentemente tomou a capitalidade da freguesia, não corresponde à antiga aldeia ainda existente: o burgo original dista 3 km do austero núcleo urbano criado na década de 1970 num antigo pinhal.
A nova urbe, que até 1991 não tinha sequer existência administrativa, é, efetivamente, uma mancha urbana isolada com características de arredor metropolitano de Sines, implantada em plena zona semi-rural alentejana, predominantemente constituída por residentes com forte ligação à cidade industrial de Sines. Foi inicialmente pensada para 100 000 habitantes, criada de raiz para servir de dormitório ao complexo industrial de Sines.
A antiga povoação matriz é muitas vezes denominada de Aldeia de Santo André, retroativa e informalmente, para evitar confusão de nomes.

## Demografia
A população registada nos censos foi:
| Distribuição da População por Grupos Etários | Distribuição da População por Grupos Etários | Distribuição da População por Grupos Etários | Distribuição da População por Grupos Etários | Distribuição da População por Grupos Etários |
| -------------------------------------------- | -------------------------------------------- | -------------------------------------------- | -------------------------------------------- | -------------------------------------------- |
| Ano                                          | 0-14 Anos                                    | 15-24 Anos                                   | 25-64 Anos                                   | > 65 Anos                                    |
| 2001                                         | 1595                                         | 1827                                         | 6046                                         | 1228                                         |
| 2011                                         | 1409                                         | 1137                                         | 6446                                         | 1655                                         |
| 2021                                         | 1435                                         | 857                                          | 5406                                         | 2611                                         |

## Património
- Igreja, casa e Forte de Nossa Senhora da Graça
- Reserva Natural das Lagoas de Santo André e da Sancha[7]

## Áreas urbanas
- Costa de Santo André
- Aldeia de Santo André
- Giz
- Brescos
- Deixa-o-Resto
- Azinhal

## Equipamentos públicos
- Biblioteca Municipal de Santo André;
- Centro Cultural - Rádio Cidade Nova;
- Centro Nacional de Educação Ambiental e Conservação da Natureza, Monte do Paio;
- Parque Central;
- Centro para pessoas com necessidades especiais "ZIO".

### Educação
A estrutura educacional de Vila Nova de Santo André encontra-se distribuída da seguinte forma:
- Escolas Básicas (1 °Ciclo): EB nº1, EB nº2 e EB nº3
- Escolas Básicas (2 °Ciclo + 3 °Ciclo): EB 2/3 - Ciclo Preparatório até ao 9º ano.
- Escolas Secundária (3º Ciclo): ESPAM - Escola Secundária Padre António Macedo, escola secundária do 7º ao 12ºano.
- Escolas Superiores: «Instituto Superior de Estudos Interculturais e Transdisciplinares». - (ISEIT), suportado por um hotel local, Vila Park, um projecto associado com o instituto de Piaget.

## Principais eventos
- Mostra Internacional de Teatro de Santo Andre
- Festival das Cores - O Movimento Pelas Artes
- «AJAGATO- GATO SA»

- Festa da Senhora da Graça
- Festa de São Luís
- Festa de São Romão
- Festa de Brescos

Na sede da freguesia comemora-se todos os anos, em junho, a elevação a vila

### Desportivos
- «Kartódromo Internacional»
- Estrela de Santo André (Clube Local)
- Pavilhão Desportivo Galp Energia
- «Centro Equestre»
- «Clube Orientação e Aventura do Litoral Alentejano». - COALA
- Pavilhão Municipal Multiusos
- Grupo Desportivo e Cultural Trabalhadores Repsol Polímeros
- Clube de Ténis de Santo Andre
- Santo Andre Skate Plaza

## Praias locais
- Reserva Natural das Lagoas de Santo André e da Sancha